# Francesca da Rimini (opera, Rachmaninov)
Francesca da Rimini är en opera i en prolog, två scener och en epilog med musik av Sergej Rachmaninov och text av Modest Tjajkovskij (yngre bror till tonsättaren Pjotr Tjajkovskij) efter en episod ut den femte sången i Inferno av Dante Alighieris epos Den gudomliga komedin. 

## Historia

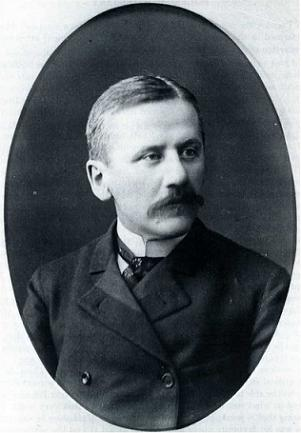
Modest Tjajkovskij

Efter det misslyckade framförandet av sin första symfoni 1897 accepterade Rachmaninov tjänsten som dirigent vid Mamontovs privata opera i Moskva. Han vände sig till Modest Tjajkovskij och bad denne att skriva ett libretto på Shakespeare pjäs Richard II, men Modest föreslog istället historien om Francesca da Rimini. Trots att Pjotr Tjajkovskij redan hade komponerat en symfoniska dikt över samma tema avskräckte detta inte Rachmaninov. Liksom Tristan och Isolde tilltalade Francescas öde samtiden och Fin de siècle-konsten som hyste fascination för allt som gällde medeltid, kärlek och död, samt synd och oskuld. 
1900 började Rachmaninov komponera Francescas och Paolos stora kärleksduett men det skulle dröja nästan sex år innan opera var klar. Dessa år skulle medföra stora förändringar i Rachmaninovs personliga och konstnärliga liv. 1902 hade Rachmaninov och hans unga hustru tillbringat en del av sin smekmånad i Bayreuth där de lyssnade på flera operor av Wagner. Engagemanget vid Mamontovs opera ledde snart till ett erbjudande att bli dirigent vid Bolsjojteatern i Moskva. Först nu fick Rachmaninov tid och anledning att återkomma till sin ofullständiga opera. 1903 påbörjade han kortoperan Den girige riddaren. För att detta verk skulle kunna uppföras behövdes ytterligare en kortopera och Rachmaninov satte igång med att slutföra arbetet på Francesca. Båda operorna uruppfördes 24 januari 1906 på Bolsjojteatern under musikalisk ledning av tonsättaren.

## Roller
- Dante Alighieri (tenor)
- Vergilius skugga (baryton)
- Lanciotta Malatesta, Riminis regent (baryton)
- Francesca, hans hustru (sopran)
- Paolo, hans broder (tenor)
- Kardinalen (stum roll)
- Visioner ur helvetet (kör)

## Handling
Prolog

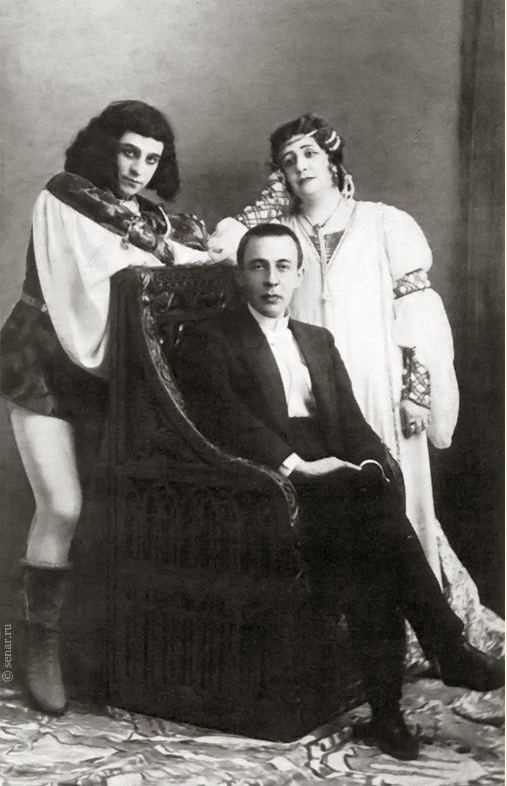
Rachmaninov sittande med Georges Baklanov som Malatesta till vänster och Nadejda Salina som Francesca till höger från uruppförandet 1906.

I helvetets första krets. De fördömdas här, bland dem Francesca da Rimini och Paolo, stormar fram mot Dante och dennes följeslagare, Vergilius skugga.
Scen 1.
Rimini. I Malatestas palats. Krymplingen Malatesta har genom bedrägeri lyckats då Francesca till hustru. Han plågas av misstanken om att Francesca bedrar honom med Paolo, hans yngre och vackre bror. Malatesta, som av påven har blivit inkallad till krigstjänst, anordnar en fälla för hustrun och brodern.
Scen 2.
Ett rum i palatset. Malatesta har lämnat hustrun i sin broders vård. När Paolo och Francesca läser en riddarroman överväldigas de av sina känslor och bekänner sin kärlek till varandra. Men dödas av Malatesta, som har planlagt det hela.
Epilog
I helvetets första krets. De fördömas här stormar på nytt an mot Vergilius skugga och Dante. Diktaren förstummas i medlidande: "Ej större smärta finnes än att tänka åter på förfluten sällhet i olyckstid."

## Francesca da Rimini i musikhistorien
Flera andra tonsättare har komponerat operor på samma tema:
- Francesca da Rimini av Pietro Generali (1828)
- Francesca da Rimini av Hermann Goetz (1877)
- Francesca da Rimini av Franco Leoni (1914)
- Francesca da Rimini av Saverio Mercadante (1831)
- Francesca da Rimini av Luigi Mancinelli (1907)
- Francesca da Rimini av Francesco Morlacchi (ofullständig)
- Francesca da Rimini av Giuseppe Staffa (1831)
- Francesca da Rimini av Ambroise Thomas (1882)
- Francesca da Rimini av Riccardo Zandonai (1914)

Temat har även använts som symfonisk dikt av Pjotr Tjajkovskij (1874) och Antonio Bazzini (1889).